# JFJ OD
Die vier Drehgestellwagen der Baureihe OD wurden 1886 von Scandia A/S in Randers für die dänische Eisenbahngesellschaft Det Jysk Fyenske Jernbaneselskab (JFJ) gebaut. Es waren offene Drehgestell-Güterwagen mit abnehmbaren Seiten- und Stirnwänden sowie einer Handbremse. Sie waren braun lackiert.

## DSB PG (I)
1893 erfolgte die offizielle Übernahme in den Wagenbestand der Danske Statsbaner (DSB). Von den DSB wurden sie in die Baureihe PG (I) übernommen und erhielten die Betriebsnummern 7997–8000.

## DSB TG (I)
Zwischen 1911 und 1913 wurden die Wagen von den DSB in die neue Baureihenbezeichnung TG (I) umgezeichnet und erhielten die Betriebsnummern 8901–8904. An den Fahrzeugen wurde allerdings die Aufschrift TGK 1027 bis 1030 angebracht.
Ab 1927 sollten die Wagen möglichst nicht für Transporte über die Kopenhagener Hafenbahn genutzt werden. Ihr Einsatz war für den Transport von Altschwellen in die Centralværkstedet Aarhus (Cvk Ar) und für den Transport von Stroh, Heu und dergleichen in das südliche Ausland verboten.

## DSB TGA
1930 erfolgte eine weitere Umzeichnung der Wagen, die nun die Baureihenbezeichnung TGA erhielten. Die Betriebsnummern 8901–8904 blieben gleich. Die Wagen 8901 und 8902 durften ab 1938 nicht mehr auf der Fährverbindung über den Großen Belt benutzt werden.

## Verbleib
- TGA 8901 wurde 1961 ausgemustert
- TGA 8902 sollte 1965 in Skm 20 86 425 2 000 umnummeriert werden, wurde aber im gleichen Jahr verschrottet.
- TGA 8903 wurde 1963 zum Specialvogn 446 umgebaut.
- TGA 8904 wurde 1959 ausgemustert.[5]

## DSB Specialvogn 446
Der Specialvogn 446 wurde als Beiwagen für den Schienenverlegekran 156 verwendet. Er wurde 1970 ausgemustert und 1971 verschrottet.